# Радіо М
Радіо М — українська FM-радіостанція, що розпочала мовлення 26 лютого 2013 року на FM частотах України.

## Історія
Radio M було створено 27 лютого 2012 року, в діапазоні FM почало працювати 26 лютого 2013 року. Мовлення ведеться в режимі 24/7.

## Ведучі
- Максим Шаргаєв
- Ірина Короленко
- Олеся Дмитрієва
- Євген Гольцов
- Надія Пастушак
- Роман Макогон
- Олександр Пастушак
- Надія Куриленко
- Олексій Травніков
- Святослав Тромса
- Інна Царук
- Сергій Накул
- Юлія Скоробогач
- Тетяна Пінчук
- Віталій Царюк

## Програми
- РанокLive
- Питання до виробника
- Вечір Середи
- Сторінками Біблії
- Загартовані
- Майстерня
- Music Ocean
- Дев'ятий вал
- Код нації
- Епідемія доброти
- Сімейна Біблійна година
- Біблійний погляд
- Психологічні посиденьки
- Свято-Монастирський плейлист
- РеАктив
- Безпечна валіза
- PRO фінанси
- PRO Покликання
- Погляд на вічне
- Мовне питання
- Пірати музичного моря
- На Валізах
- Нова генерація
- Ефіри в умовах війни
- Час на право
- #ЗаДужками
- TeensTok
- Хороші люди
- За кадром
- Духовні поради
- Donbass UA
- Музична копальня
- Класика жанру
- Як вижити у сім’ї?
- Біблійні історії в переказі Олесі Дмитрієвої
- English with Oleseya
- ВечірLive з Євгеном Гольцовим
- 9 вал
- Томограма життя
- Погляд на вічне
- Формула сім’ї з Олексієм Травніковим
- Пакуй валізу

### Архівні
- Practical Bible
- no name show
- Бесіда з Віктором Куриленко
- #ОсобистістьОлеся
- А смисл в чому?
- Я щаслива жінка
- ВИКЛИК!
- Чоловічий клуб
- Цікавинка
- На часі
- Хто Він?
- Томограма життя
- Сім міфів про християнство та науку
- Справжні герої
- Година з експертом
- Реформація
- Програма YOU
- Музичний Фурман
- Камео
- Мамські пристрасті
- Моя дитина - особистість
- Хвилинка розумника
- Маген Ізраїль
- #НаЧистоту
- Історія серця
- Зцілення любов’ю
- Вечір з Інною Царук
- Обережно: ДІТИ!
- Живий Манускрипт
- #NаболєлоSHOw
- Дитячий майданчик
- Тимчасові труднощі
- Що робити якщо...?
- Це неймовірно!
- Час подорожі
- Шоб мАзгі не засохли
- Епізод
- ProГроші
- Відверто про наболіле
- І створив Бог жінку

## Міста мовлення
- Київ — 89.4 FM
- Гірник — 105.5 FM
- Запоріжжя — 88.8 FM
- Івано-Франківськ — 102.0 FM
- Кременчук — 97.9 FM
- Краматорськ — 87.5 FM
- Мар'їнка — 89.8 FM
- Миколаївка — 101.7 FM
- Мирноград — 103.7 FM
- Покровськ — 103.7 FM
- Слов'янськ — 87.5 FM

### Сторінки в соцмережах
- Радіо М у соцмережі «Facebook»
- Радіо М  у соцмережі «Instagram»
- Канал Радіо М на YouTube